# Гацу, Кристиан
Кристиан Гацу (рум. Cristian Gațu; род. 20 августа 1945, Бухарест) — румынский гандболист, разыгрывающий. Серебряный призёр летних Олимпийских игр 1976 года, бронзовый призёр летних Олимпийских игр 1972 года, двукратный чемпион мира 1970 и 1974 годов, бронзовый призёр чемпионата мира 1967 года, трижды лучший гандболист мира (1970—1971, 1973). Впоследствии спортивный функционер. Почётный гражданин Бухареста (2006).

## Биография
Родился 20 августа 1945 года в Бухаресте.
Окончил в Бухаресте среднюю школу Михая Витязула и Технический строительный университет по специальности инженера.

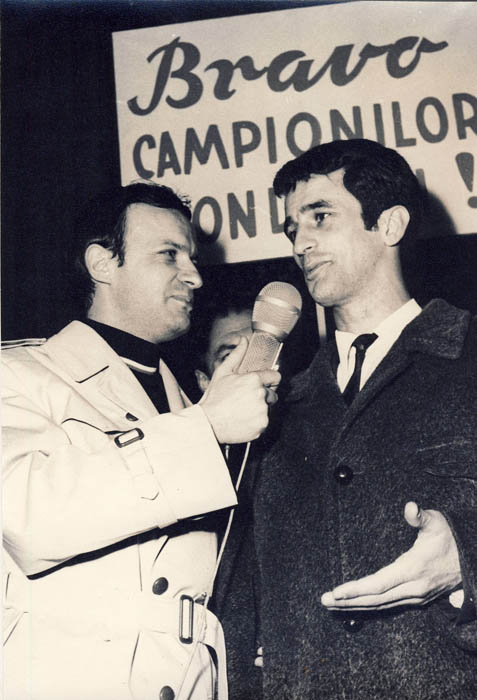
Кристиан Гацу даёт интервью после победы на чемпионате мира 1970 года

### Спортивная карьера
В юности занимался шахматами, футболом и гандболом, играл за юношескую команду «Тэнэрул Динамовист» по футболу. Впоследствии сосредоточился на гандболе, в котором совершенствовался в бухарестской спортивной школе №2.
Играл в гандбол за бухарестские «Рапид» (1963—1964), «Штиинту» (1964—1968), «Стяуа» (1968—1978) и итальянскую «Полиспортиву Фоллонику» (1981—1983). Самым успешным стал период, проведённый в «Стяуа»: в его составе Гацу десять раз становился чемпионом Румынии (1968—1977), а в 1977 году завоевал Кубок европейских чемпионов. Во время выступлений в Италии был играющим тренером.
Трижды признавался лучшим гандболистом мира (1970—1971, 1973).
В составе сборной Румынии трижды выигрывал медали чемпионатов мира: бронзовую в 1967 году в Швеции, золотые в 1970 году во Франции и в 1974 году в ГДР. Был признан лучшим гандболистом чемпионата мира 1974 года. В 1969 году стал чемпионом мира среди студентов.
В 1972 году вошёл в состав сборной Румынии по гандболу на летних Олимпийских играх в Мюнхене и завоевал бронзовую медаль. Играл в поле, провёл 6 матчей, забросил 5 мячей (по два в ворота сборных ФРГ и ГДР, один — Испании).
В 1976 году вошёл в состав сборной Румынии по гандболу на летних Олимпийских играх в Монреале и завоевал серебряную медаль. Играл в поле, провёл 5 матчей, забросил 8 мячей (три в ворота сборной США, по два — Чехословакии и Венгрии, один — Польше).
Всего в течение карьеры провёл за сборную Румынии 212 матчей.
Заслуженный мастер спорта Румынии (1970).

### Административная карьера
Завершив игровую карьеру, вернулся из Италии в Румынию. С 1983 года был одним из руководителей «Стяуа»: первоначально инструктором по водным видам спорта, в 1984—1989 годах вице-президентом группу в Генче, в 1989—1990 годах руководил футбольным отделением, в 1990—1991 годах руководил спортивной подготовкой и занимал пост вице-президента клуба.
С 1991 по 1993 год был статс-секретарём и руководителем спортивного управления Министерства молодёжи и спорта Румынии. В 1993—1997 годах возглавлял факультет военного физического воспитания. В 1997—1998 годах занимал пост президента «Стяуа».
В 1996—2002 году был вице-президентом Румынского олимпийского комитета. В 1997—2014 годах возглавлял Федерацию гандбола Румынии.
В 2000 году стал офицером ордена «За верную службу».
16 марта 2006 года за выдающуюся спортивную деятельность был удостоен звания почётного гражданина Бухареста. 
В 2006 году награждён орденом «За спортивные заслуги» II степени I типа.
В 2009 году награждён орденом «За спортивные заслуги» I степени.
14 сентября 2007 года получил звание бригадного генерала в отставке.
В 2009 году был награждён золотым знаком заслуг Международной федерации гандбола.
В 2015 году опубликовал книгу воспоминаний о спортивном мире «Steaua lui Gau».

## Семья
Отец — Петре Гацу (?—1974), футбольный журналист. Мать также была журналисткой.